# Michelle Nicod
Michelle Nicod , född 1519 i Cumigny, nära Dijon, död 1618 i Genève, var en schweizisk boktryckare och utgivare, verksam i Genève.
Michelle Nicod gifte sig med boktryckaren och förläggaren Jean Durant. De arbetade tillsammans och hon ersatte honom i Genève när han var iväg på resor. Vid hans död 1588, tog hon över företaget. Hon tryckte och utgav medicinska, juridiska religiösa verk liksom republiken Geneves lagar. Hennes långa och framgångsrika karriär och dess många processer med den mäktiga protestantiska kyrkan är väldokumenterad.